# 周生烈
周生烈，复姓周生，名烈，字文逸，本姓唐，敦煌郡人。早年被張既禮辟，曹魏初时为王肃所征辟，后为博士、侍中。

## 著作
周生烈喜好注释经传，魏明帝时所注经传多传于世。著有《陳生子要论》（又名《周生子》《周生烈子》）《论语义说》。《周生子要论》久佚，清朝时陳品安从《类书》辑得二十二节，编入《玉函山房辑佚书》中。何晏《论语集解》中存有有其义说。